# Christian Wakeford
Christian Wakeford, né le 9 novembre 1984 à Burnley, est un homme politique du Parti travailliste britannique. Il est député de Bury South depuis 2019 sous l'étiquette conservatrice, avant de rejoindre l'opposition travailliste à la suite du « Partygate ».

## Jeunesse et carrière
Après avoir obtenu un diplôme en politique à l'Université de Lancaster, Wakeford est employé comme directeur de compte indirect dans une entreprise de télécommunications pendant quatre ans, d'octobre 2009 à octobre 2013. Parallèlement, Wakeford entreprend un diplôme de premier cycle en chimie à l'Open University de 2010 à 2014.

## Parcours politique

### Gouvernement local
Avant de devenir député, Wakeford occupe plusieurs postes dans la fonction publique. De septembre 2009 à octobre 2017, il est gouverneur de l'administration scolaire locale de Colne Park High School. Depuis mai 2013, il est conseiller du comté conservateur de la division de Pendle Hill au Conseil du comté de Lancashire. De janvier 2015 à janvier 2016, il est assistant à la Chambre des communes pour le député conservateur Andrew Stephenson. En mai 2015, il devient conseiller d'arrondissement conservateur du quartier de Barrowford au conseil d'arrondissement de Pendle. Depuis mars 2018, il est coprésident du comité de contrôle de l'éducation du Conseil du comté de Lancashire,.
De 2019 à 2020, il est chef du groupe conservateur au conseil d'arrondissement de Pendle,.

### Au Parlement
En décembre 2019, Wakeford est élu député de Bury South, remportant le siège par 402 voix (une majorité de 0,8%) sur député travailliste sortant Ivan Lewis, qui occupait le siège depuis 1997. Lewis s'est présenté comme candidat indépendant aux élections de 2019, mais s'est classé cinquième avec 1366 voix.
Le 14 mars 2020, Wakeford est nommé membre du Comité de l'éducation de la Chambre des communes.
Wakeford est l'un des 22 députés britanniques membres du Réseau parlementaire international pour l'éducation (IPNEd), une initiative de « Results UK », une société à double enregistrement et une association caritative.

## Vie privée
Wakeford est marié à Alexandra. Il est fan de rugby et de vraie bière.